# Meridiano 114 W
O meridiano 114 W é um meridiano que, partindo do Polo Norte, atravessa o Oceano Ártico, América do Norte, Oceano Pacífico, Oceano Antártico, Antártida e chega ao Polo Sul. Forma um círculo máximo com o Meridiano 66 E.
Começando no Polo Norte, o meridiano 114º Oeste tem os seguintes cruzamentos:
| País, território ou mar      | Notas                                                                                                |
| ---------------------------- | --- |
| Oceano Ártico                | |
| Canadá                       | Territórios do Noroeste - Ilha Brock                                                                 |
| Estreito de Ballantyne       | |
| Corpo de água sem nome       | Passa a oeste da Ilha Fitzwilliam Owen, Territórios do Noroeste                                      |
| Canadá                       | Ilha Emerald                                                                                         |
| Corpo de água sem nome       | |
| Canadá                       | Territórios do Noroeste - Ilha Melville                                                              |
| Enseada de Murray            | |
| Golfo de Liddon              | |
| Canadá                       | Territórios do Noroeste - Ilha Melville                                                              |
| Estreito de McClure          | |
| Canal de Parry               | Viscount Melville Sound                                                                              |
| Canadá                       | Territórios do Noroeste - Ilha Victoria                                                              |
| Enseada de Richard Collinson | |
| Canadá                       | Territórios do Noroeste - Ilha Victoria                                                              |
| Prince Albert Sound          | |
| Canadá                       | Territórios do Noroeste - Ilha Victoria Nunavut - Ilha Victoria                                      |
| Estreito de Dolphin e Union  | |
| Canadá                       | Nunavut - parte continental                                                                          |
| Golfo Coronation             | |
| Canadá                       | Nunavut - Ilha Berens e continente Territórios do Noroeste - passa no Grande Lago do Escravo Alberta |
| Estados Unidos               | Montana Idaho Utah Arizona                                                                           |
| México                       | Sonora                                                                                               |
| Golfo da Califórnia          | |
| México                       | Baja California Baja California Sur                                                                  |
| Oceano Pacífico              | |
| Oceano Antártico             | |
| Antártida                    | Território não reivindicado                                                                          |
Nas proximidades do cruzamento desse meridiano e do Meridiano 115 W com o Paralelo 83 N fica o Polo norte magnético, também próximo à Ilha Ellesmere.